# Kanstantsin Shcharbak
Kanstantsin Shcharbak –en bielorruso, Канстанцін Щарбак; transliteración rusa, Konstantin Shcherbak– es un deportista bielorruso que compitió en piragüismo en la modalidad de aguas tranquilas.
Ganó cuatro medallas en el Campeonato Mundial de Piragüismo entre los años 2005 y 2007, y cinco medallas en el Campeonato Europeo de Piragüismo entre los años 2006 y 2008.

## Palmarés internacional
| Campeonato Mundial | Campeonato Mundial       | Campeonato Mundial | Campeonato Mundial |
| Año                | Lugar                    | Medalla            | Competición        |
| ------------------ | ------------------------ | ------------------ | ------------------ |
| 2005               | Zagreb (Croacia)         | Medalla de plata   | C4 500 m           |
| 2006               | Szeged (Hungría)         | Medalla de oro     | C4 500 m           |
| 2006               | Szeged (Hungría)         | Medalla de plata   | C4 200 m           |
| 2007               | Duisburgo (Alemania)     | Medalla de bronce  | C4 200 m           |
| Campeonato Europeo |                          |                    |                    |
| Año                | Lugar                    | Medalla            | Competición        |
| 2006               | Račice (República Checa) | Medalla de oro     | C4 200 m           |
| 2006               | Račice (República Checa) | Medalla de plata   | C4 1000 m          |
| 2007               | Pontevedra (España)      | Medalla de oro     | C4 1000 m          |
| 2007               | Pontevedra (España)      | Medalla de plata   | C4 200 m           |
| 2008               | Milán (Italia)           | Medalla de oro     | C4 1000 m          |